# (1322) Coppernicus
(1322) Coppernicus es un asteroide que forma parte del cinturón de asteroides y fue descubierto el 15 de junio de 1934 por Karl Wilhelm Reinmuth desde el observatorio de Heidelberg-Königstuhl, Alemania.

## Designación y nombre
Coppernicus recibió al principio la designación de 1934 LA.
Más tarde se nombró en honor del astrónomo polaco Nicolás Copérnico (1473-1543).

## Características orbitales
Coppernicus orbita a una distancia media de 2,422 ua del Sol, pudiendo alejarse hasta 2,991 ua y acercarse hasta 1,852 ua. Su excentricidad es 0,2351 y la inclinación orbital 23,36°. Emplea en completar una órbita alrededor del Sol 1376 días.